# فالي دي سانتا آنا
بلدية فالي دي سانتا آنا (بالإسبانية: Valle de Santa Ana)‏, هي إحدى بلديات مقاطعة بطليوس, التي تقع في منطقة إكستريمادورا, والتي تقع في غرب إسبانيا.
يبلغ عدد سكانها 1.220 نسمة وفقاً لإحصائية سنة (2002).